# Sergio Fajardo
Sergio Fajardo Valderrama (Medellín, 19 de junho de 1956) é um político e matemático colombiano.

## Biografia
Foi o prefeito de Medellín no período de 2004-2007, cargo que havia aspirado sem sucesso em 2000, quando disse que nunca tentaria novamente. Foi candidato a vice-presidente da República nas eleiçoes presidenciais de 2010. Proclama-se um candidato sem nenhuma ideologia política, embora a mídia o classifique como um candidato centrista.  Analistas políticos o classificam como "uma opção descontaminada e descontaminante" na arena política, na mesma direção, o diário espanhol El País o proclamou como "o mais independente de todos os independentes."
Por bastante tempo concentrou seus esforços na área acadêmica de importantes universidades da Colômbia e do mundo, foi premiado diversas vezes por suas pesquisas e espírito empreendedor, principalmente através do seu trabalho na Universidad de los Andes, Bogotá. Foi membro do Conselho Nacional de Ciências Básicas, da Comissão Nacional de Mestrados e Doutorados, da junta de diretores da Fundação de Apoio à Universidad de Antioquia e diretor do Centro de Ciencia y Tecnología de Antioquia.
Como jornalista focou em diferentes questões de nível nacional. Foi Vice-Diretor do jornal El Colombiano e colunista do Jornal El Mundo, El Espectador e da Revista Dinero. Trabalhou nos programas de televisão Operación Ciudad da TeleMedelin e Zanahoria da Teleantioquia e pertenceu à equipa de Viva FM na Caracol Radio, onde fez parte da equipe jornalística do programa 6AM - Hoy por Hoy nos primeiros meses de 2008.
Tem participado em processos de paz como membro fundador da Comissão Facilitadora de Paz da Antioquia durante o governo do ex-presidente Álvaro Uribe e tem feito palestras sobre o conflito armado na Colômbia.

### Cargos
Serviu como:
- Diretor do Centro de Ciencia y Tecnología de Antioquia.
- Membro do Conselho Nacional de Ciências Básicas.
- Membro da Comissão Nacional de Mestrados e Doutorados.
- Membro da junta de diretores da Fundação de Apoio à Universidad de Antioquia
- Vice-Diretor do El Colombiano
- Colunista dos jornais El Mundo, El Espectador  e da Revista Dinero.
- Membro fundador da Comissão Facilitador de Paz da Antioquia.

Também trabalhou nos programas de televisão Operación Ciudad de TeleMedelin e Zanahoria de Teleantioquia e pertenceu à equipa Viva FM da Caracol Radio.

### Prefeito de Medellín
Sergio Fajardo Valderrama conseguiu a vitória em 26 de outubro de 2003, obtendo a maior votação registrada na história para a prefeitura de Medellín, 208.541 votos, governou a partir de 1 de janeiro de 2004 até 31 dezembro de 2007, seu sucessor foi Alonso Salazar, que tinha pertencido ao gabinete de Fajardo. Terminou seu governo em 2007, com uma taxa de popularidade de 80%.
Com sua passagem pela prefeitura cidade ganhou "credibilidade política, grande popularidade e simpatia", principalmente devido às políticas de educação e segurança que desenvolveu durante a o seu mandato.
Manifestou em várias ocasiões que na primeira pesquisa para prefeitura atribuiu 0% das intenções de voto, e mesmo assim conseguiu o cargo.
Em 12 de março de 2009, "Medelin, a mais educada", um projeto de desenvolvimento urbano, que teve inicio durante a sua administração foi premiado com o City to City Barcelona FAD, da entidade Espanhola Fomento de las Artes y del Diseño.

#### Temas principais de seu programa
Os principais temas de sua campanha foram:
- Medelin transparente. Todos os integrantes dos órgãos governamentais  demonstram publicamente as suas aptidões profissionais, apresentando a sociedade os compromissos sob sua responsabilidade e explicando como pretendem desenvolver o seu trabalho.
- Participação social e comissões de fiscalização. Como defensores da democracia participativa, se incentiva fortemente a gestão de cidadão do público e fiscalização através de comissões.
- Cultura Cidadã. Focada em um grande projeto para educar os cidadãos e criar uma cultura de convivência pacífica. Todos os projetos buscam a coerência entre a "lei, moral e cultura"  para que em um constante processo de aprendizagem sejamos verdadeiros cidadãos.
- Melhor educação. Na era do conhecimento, a educação, em todas as suas formas, níveis e direções, é a porta de entrada para uma sociedade justa e moderna, com oportunidades para todos.
- Cidade mais segura. A segurança e a convivência são um compromisso de todos os cidadãos, sem exceções. Vamos apoiar as políticas nacionais para fortalecer a autoridade do Estado, enriquecendo-as com nossas experiências, e participaremos ativamente nas negociações que buscam a solução do conflito armado.
- O espaço público como um bem público. O espaço público é o lugar da igualdade social, convivência e integração. Vamos criar uma cidade agradável, seguro e estética, onde todas as pessoas possam caminhar tranquilamente.

### Candidatura presidencial
Declarou sua intenção de concorrer à presidência da República nas eleições presidenciais de 2010, proclamando-se um candidato sem nenhuma ideologia política, embora os meios o classifiquem como um candidato centrista. atribuiu a si mesmo o termo cívico-independente. Se declarou como um cívico- independente.
Disse que espera conseguir ganhar a presidência com os votos de opinião e não aceitará qualquer embaixada no caso de não ter ganho o cargo considerando que su mayor virtud es no tener precio, considerando que a sua principal virtude é não ter preço.
Desde que anunciou formalmente sua intenção de concorrer à Presidência da República, as pesquisas realizadas por vários meios de comunicação o têm favorecido.
Apesar de ter lançado sua candidatura com o seu movimento político Compromisso Cidadão, a mídia tem divulgado que poderia eventualmente ser um dos líderes de uma convergência política de oposição ao governo do presidente Álvaro Uribe chamada “to-con-re” (todos contra a reeleição); embora Fajardo mesmo tenha descartado essa possibilidade.
A partir do mês de junho de 2009 deu início a recolha de assinaturas para apresentar a sua candidatura por endosso popular de registo do movimento "Compromisso Cidadão pela Colômbia"[20]. Em novembro do mesmo ano confirmou que recolheu pelo menos 700 mil assinaturas, com as quais pode apresentar sua candidatura presidencial Ya en noviembre del mismo año confirmó que ha recolectado al menos 700 mil firmas, con las cuales podrá presentar su candidatura presidencial.
Após as eleições legislativas da Colômbia em 2010, o movimento político " Compromisso Cidadão" não conseguiu atingir os objetivos declarados para conseguir congressistas e a meta para reconhecimento de partido político. De acordo com uma análise da revista Semana, o Partido Verde negou votos a proposta de Fajardo, que tacharam de personalista.
Pretende representar uma "terceira via" inspirada pelo antigo primeiro-ministro britânico Tony Blair para ultrapassar a tradicional divisão esquerda-direita. Alguns dos seus críticos acusam-no de querer perpetuar o sistema neoliberal colombiano sob o pretexto da "moderação" e do "pragmatismo".

## Reconhecimentos
- Em 17 de novembro de 2008, a Federação Panamericana de Associações de Arquitetos no marco do XXIII Congresso Panamericano de Arquitetos deu a sua medalha de ouro Fajardo para seu programa de urbanismo social no Prefeitura de Medelin.[23][24]
- Em 11 dezembro de 2008, a Fundação Universitária da Área Andina concedeu-lhe a grande distinção Gran sol del área andina, no grau de comendador, por "seu foco na educação e sua crença na importância desta para a construção de um Nova Colômbia, do qual existem muitas evidências na cidade de Medelin hoje".[25][26]
- Em 11 de março de 2009, Sergio Fajardo e seu modelo de gestão "Medelin, a mais educado" recebeu o prêmio City to City Barcelona FAD Award, em reconhecimento ao seu compromisso com a inclusão social que implementou durante seu mandato como prefeito de Medelin.[27][28][29]